# Paraprofessional
Els paraprofessionals són persones preparades per a desenvolupar treballs d'assistència sense la llicència per a exercir-la. El procés per convertir un paraprofessional en un professional qualificat s'anomena professionalització.
Algunes ocupacions paraprofessionals requereixen de proves especials o certificacions, mentre altres requereixen solament un cert nivell d'educació. En algunes ocupacions, com les de professor ajudant, els requeriments difereixen geogràficament malgrat que les obligacions siguen essencialment les mateixes.
Aquest concepte de paraprofessió existeix predominantment als Estats Units d'Amèrica, sent trobat de manera rara en la sociologia de les professions del Regne Unit o d'Europa en general.
Un estudi comparà l'efectivitat dels terapeutes paraprofessionals amb els no paraprofessionals mitjançant metaanàlisi i trobà que els paraprofessionals tenien una efectivitat no inferior als no paraprofessionals.